# (436507) 2011 FA17
(436507) 2011 FA17 es un asteroide perteneciente al cinturón de asteroides, descubierto el 18 de marzo de 2004 por el equipo del Spacewatch desde el Observatorio Nacional de Kitt Peak, Arizona, Estados Unidos.

## Designación y nombre
Designado provisionalmente como 2011 FA17.

## Características orbitales
2011 FA17 está situado a una distancia media del Sol de 2,335 ua, pudiendo alejarse hasta 2,455 ua y acercarse hasta 2,215 ua. Su excentricidad es 0,051 y la inclinación orbital 7,216 grados. Emplea 1303 días en completar una órbita alrededor del Sol.

## Características físicas
La magnitud absoluta de 2011 FA17 es 17,6.